# 阿尔·马德里加尔
亚历山德罗·利沃里奥·“阿尔”·马德里加尔（英文：Alessandro Liborio "Al" Madrigal，1971年7月4日在加州圣弗朗西斯科出生），是一位美国单口相声演员和演员，他现在是美国夜间脱口秀每日秀的一名高级记者。他之前与杰·摩尔共同参加哥伦比亚广播公司黄金时段的电视剧加里离婚记，也曾与弗兰·克兰兹共同出演过同台的电视剧爆笑好莱坞公寓。马德里加尔也是哥伦比亚广播公司的克雷格·弗格森深深夜秀的小品表演者，同时也经常上美国广播公司的脱口秀吉米·坎摩尔直播秀。

## 早年生活
阿尔·马德里加尔出生并在旧金山日落区（该区有一半的人口是亚裔美国人，其中大多数都是中国人的后裔）度过了自己的幼年时期，是一位土生土长的旧金山人，他早年的邻居包括了后来的体育奇才迈克·普里查德和喜剧演员玛格丽特·赵。马德里加尔的父亲是墨西哥裔，母亲来自意大利西西里岛。他在旧金山第37大街的圣依纳爵大学预科高中进修，他后来进入了旧金山大学，但是他当年只差两个学分就能拿到大学的学位。马德里加尔在他家人开办的人力资源职介机构就职了10年，1998年，他决定追求一个全职的喜剧职业。

## 喜剧生涯
马德里加尔的喜剧生涯开始于旧金山的喜剧俱乐部。
2003年，马德里加尔试镜成功奥特加的主演，该剧是福克斯电视网的喜剧系列。该剧基于BBC的电视剧住在42号的阿差库马斯一家的故事改编，马德里加尔饰演一个加州的墨西哥裔美国人家庭的儿子，在他父母家的后院开办并主持了一个电视谈话节目。然而，电视台却在该剧集播放之前突然砍掉了这个项目，马德里加尔的电视首秀也从此夭折。
喜剧中心后来在自制的动画系列节目电视麻吉BB秀中为马德里加尔量身打造了一个专属他的角色。2004年，他在科罗拉多州的阿斯彭举行的美国喜剧艺术节获得了最佳单口喜剧演员的殊荣。获奖后，CBS与他签订了人才合约。他在2008年1月之前都没在CBS出现过，直到当时参与了喜剧爆笑好莱坞公寓的表演，马德里加尔在其中饰演一位物业管理员。该剧在播出五季之后停播。
马德里加尔从2005年起就成了喜剧中心的明星，并经常做客吉米·坎摩尔直播秀和克雷格·弗格森深深夜秀。他合作出演了CBS的电视剧加里离婚记，该剧在2008年9月首播。他与脱口秀主持人柯南·奥布莱恩关系密切，奥布莱恩在NBC的今夜秀当主持人时就已在2009年7月8日做客今夜秀，在被同为NBC脱口秀主持人、现任今夜秀主持人杰·雷诺挤走前往TBS开办新脱口秀柯南后，马德里加尔于2011年5月10日再次做客他的节目。马德里加尔在2011年5月17日宣布，他将加入著名夜间脱口秀乔恩·斯图尔特每日秀，作为一名高级拉丁记者。